# Zatoka Jervis
Zatoka Jervis (ang. Jervis Bay) – naturalna zatoka morska Oceanu Spokojnego, rozciągającą się na szerokość 16 km i długość 10 km na południowym wybrzeżu Nowej Południowej Walii. Zatoka, otwarta w kierunku wschodnim, znajduje się około 150 km od Sydney.

## Historia
Zatoka została odkryta i nazwana w 1791 r. przez angielskiego żeglarza Richarda Bowena. Nazwa poszła od nazwiska ówczesnego komandora Johna Jervisa, dawnego dowódcy Bowena z czasów służby na HMS Foudroyant (1758). Na teren zatoki wpłynął również George Bass, który w 1797 r. badał południowo-wschodnie wybrzeża Australii.  Pierwszym Europejczykiem, który dokładniej zbadał zatokę, był w 1819 r. brytyjski żeglarz i eksplorator Australii, John Oxley.

## Geografia
Administracyjnie południowa część zatoki nie należy do Nowej Południowej Walii, ale jest osobnym Terytorium Jervis Bay, utworzonym, aby Australijskie Terytorium Stołeczne miało dostęp do morza.
Południowa część półwyspu Behwere kończy się przylądkiem Governons Head i większość jego powierzchni znajduje się w obszarze Parku Narodowego Booderee (ang. Booderee National Park; w języku aborygenów Booderee znaczy zatoka obfitości, bogata zatoka lub dużo ryb). Piaszczyste dno zatoki porośnięte jest trawą morską i bogate w liczne gatunki ryb i delfinów. Na terenie Parku występuje 206 gatunków ptaków, 27 gatunków ssaków, 15 gatunków płazów, 23 gatunki gadów i 180 gatunków ryb. 
Na jej dnie odkryto w 2009 i 2017 roku pierwsze znane kolonie ośmiornic, nazwane Octopolis i Octlantis.
Północna część zatoki to półwysep Beecroft zakończony przylądkiem Point Perpendicular, na którym znajduje się duża latarnia morska. Duża część tego rejonu używana jest przez marynarkę australijską jako poligon wojskowy.